# Prvenstvo Hrvatske u nogometu za žene 1999./2000.
Prvenstvo Hrvatske u nogometu za žene za sezonu 1999./2000. je sedmi put zaredom osvojila ekipa Osijeka.

## Ljestvice i rezultati
– plasirali se u doigravanje za prvaka

### Skupina A
| poz | klub                        | ut | pob | ner | por | gol+ | gol- | bod |
| --- | --------------------------- | -- | --- | --- | --- | ---- | ---- | --- |
| 1.  | Maksimir (Zagreb)           | 18 | 18  | 0   | 0   | 131  | 3    | 54  |
| 2.  | Osijek (Osijek)             | 18 | 16  | 0   | 2   | 118  | 22   | 48  |
| 3.  | Dinamo (Tomašanci)          | 18 | 11  | 0   | 7   | 53   | 34   | 33  |
| 4.  | Susedgrad (Zagreb)          | 18 | 10  | 2   | 6   | 65   | 38   | 32  |
| 5.  | Pregrada Kunatex (Pregrada) | 18 | 9   | 2   | 7   | 48   | 38   | 29  |
| 6.  | Radnik 99 (Velika Gorica)   | 18 | 8   | 3   | 7   | 60   |      | 27  |
| 7.  | Cestorad (Vinkovci)         | 18 | 6   | 0   | 12  | 32   |      | 18  |
| 8.  | Polet (Karanac)             | 18 | 4   | 1   | 13  | 18   |      | 13  |
| 9.  | Mladost (Ždralovi)          | 18 | 2   | 3   | 13  | 10   | 135  | 9   |
| 10. | Danica                      | 18 | 0   | 1   | 17  | 11   | 111  | 1   |

### Skupina B
| poz | klub                              | ut | pob | ner | por | gol+ | gol- | bod |
| --- | --------------------------------- | -- | --- | --- | --- | ---- | ---- | --- |
| 1.  | Trnava (Goričan)                  | 14 | 12  | 1   | 1   | 87   | 1    | 37  |
| 2.  | Mali Mihaljevec (Mali Mihaljevec) | 14 | 12  | 1   | 1   | 73   | 12   | 37  |
| 3.  | Podravka (Koprivnica)             | 14 | 10  | 2   | 2   | 71   | 15   | 32  |
| 4.  | Lovorke                           | 14 | 7   | 0   | 7   | 37   |      | 21  |
| 5.  | Vidovčice                         | 14 | 5   | 1   | 8   | 25   |      | 16  |
| 6.  | Oaza Mladost (Selnica)            | 14 | 4   | 0   | 10  | 18   | 56   | 12  |
| 7.  | Graničar                          | 14 | 3   | 1   | 10  | 17   | 61   | 10  |
| 8.  | Tigrice                           | 14 | 0   | 0   | 14  | 8    | 84   | 0   |

### Doigravanje za prvaka
| klub1             | klub2              | rezultati                                  |
| poluzavršnica     | poluzavršnica      | poluzavršnica                              |
| ----------------- | ------------------ | ------------------------------------------ |
| Maksimir (Zagreb) | Dinamo (Tomašinci) | 10:2, 0:3 pf                               |
| Trnava (Goričan)  | Osijek             | 1:5, 1:12                                  |
|                   |                    |                                            |
| za prvaka         |                    |                                            |
| Maksimir (Zagreb) | Osijek             | Maksimir odustao, Osijek proglašen prvakom |